# Ichneumon pastinacae
Ichneumon pastinacae är en stekelart som beskrevs av Strom 1768. Ichneumon pastinacae ingår i släktet Ichneumon och familjen brokparasitsteklar. Inga underarter finns listade i Catalogue of Life.